# Pediobius occipitalis
Pediobius occipitalis är en stekelart som beskrevs av Kerrich 1973. Pediobius occipitalis ingår i släktet Pediobius och familjen finglanssteklar.
Artens utbredningsområde är Thailand. Inga underarter finns listade i Catalogue of Life.